# 세그먼트 기술자
인텔 x86 컴퓨터 구조를 위한 메모리 주소에서 세그먼트 기술자(영어: Segment descriptor)는 세그먼트 단위의 한 부분으로서 논리 주소를 선형 주소로 변환하는데 사용된다. 세그먼트 기술자는 메모리 세그먼트를 논리 주소에서 참조되는 메모리 세그먼트를 기술한다.
세그먼트 디스크립터(80286에서 8바이트 길이)는 다음 필드들을 포함한다:
1. 세그먼트 베이스 주소
2. 세그먼트 크기를 명시하는 세그먼트 제한
3. 보호 메커니즘 정보를 포함하는 접근 권한 바이트
4. 컨트롤 비트

## x86-64
X86-64에서 코드 세그먼트 서술자는 다음의 형태를 갖는다:
필드들이 의미하는 것은 다음과 같다:
Base Address
세그먼트의 32 비트 시작 메모리 주소
Segment Limit
세그먼트의 20 비트 길이. 이것이 얼마나 정확하게 해석되냐는 세그먼트 서술자의 다른 비트들에 따라 달라진다.
DPL
서술자 권한 수준

## 같이 보기
- 메모리 세그먼트
- 메모리 주소

## 더 읽어보기
- Robert R. Collins (August 1998). “The Segment Descriptor Cache”. 《Dr Dobb's Journal》.